# Cervona Sloboda, Burîn
Cervona Sloboda (în ucraineană Червона Слобода) este localitatea de reședință a comunei Cervona Sloboda din raionul Burîn, regiunea Sumî, Ucraina.

## Demografie
Componența lingvistică a localității Cervona Sloboda
     Ucraineană (93,92%)
     Rusă (3,29%)
     Romani (2,64%)
     Alte limbi (0,07%)
Conform recensământului din 2001, majoritatea populației localității Cervona Sloboda era vorbitoare de ucraineană (93,92%), existând în minoritate și vorbitori de rusă (3,29%) și romani (2,64%).